# جزیره گوز (استرالیای جنوبی)
جزیره گوز (استرالیای جنوبی) (به انگلیسی: Goose Island (South Australia)) یک جزیره در استرالیا است که در Spencer Gulf واقع شده‌است.